# アルファポリス
株式会社アルファポリス（英: AlphaPolis Co.,Ltd.）は、日本の出版社（紙書籍の発売は星雲社委託）。
主にインターネット上の人気作品（文学・ビジネス・サブカルチャーなど）を書籍として出版している。また、同社のホームページ「アルファポリス電網浮遊都市」はポータルサイトと小説投稿サイト、漫画投稿サイトなどを兼ねており、同サイト掲載作品を出版するほか「Webコンテンツ大賞」という文学賞を設けている。

## 沿革
- 2000年
  - 8月 - 博報堂出身の梶本雄介により渋谷区恵比寿にて設立。
  - 9月 - 読者支援により書籍出版化を目指す無料読み物サイト「ドリームブッククラブ」を開始。

- 2001年
  - 3月 - 初の書籍「夜を旅する童話達」と「醒めない夢」を刊行[4]。
  - 7月 - eコンテンツ販売サイト「アルファポリス」を開始。

- 2002年
  - 4月 - Webサイト「アルファポリス」にてWebコンテンツ（外部サイトURL）の登録機能をリリース。

- 2003年
  - 2月 - 事務所を品川区上大崎に移転。
  - 7月 - 『Separation』（市川拓司）が『14ヶ月』のタイトルで日本テレビ系列にて連続TVドラマ化。

- 2004年
  - 3月 - 自費出版サービスの株式会社レーヴック（100%子会社）を設立。
  - 4月 - 事務所を渋谷区桜丘町に移転。

- 2007年
  - 10月 - 当社名を冠した「アルファポリス文庫」を創刊。

- 2008年
  - 1月 -  読者からの投票結果に加え、作家からの出版申請をもとにした出版制度を開始。
  - 2月 - アルファポリスwebコンテンツ大賞開催開始。
  - 12月 - 事務所を渋谷区恵比寿南に移転。

- 2009年
  - 9月 - 大人の女性のための恋愛小説レーベル「エタニティブックス」を創刊。
  - 11月 - 漫画レーベル「アルファポリスコミックス」を創刊。

- 2010年
  - 4月 - Webサイト「アルファポリス」のWeb漫画セレクションにて漫画連載スタート[5]。
  - 7月 - 書籍出版化支援サービス「ドリームブッククラブ」の募集終了。
  - 8月 - 事務所を目黒区目黒に移転。
  - 11月 - 新感覚ファンタジー小説レーベル「レジーナブックス」を創刊。

- 2011年
  - 6月 - 『レイン』（吉野匠）のシリーズ販売部数累計が100万部を突破。

- 2012年
  - 4月 - 事務所を渋谷区恵比寿に移転。
  - 5月 - 『虹色ほたる』（川口雅幸）が東映アニメーションにより映画公開。
  - 8月 - 漫画レーベル「エタニティコミックス」創刊。
  - 9月 - 『THE QUIZ』（椙本孝思）が日本テレビにてTVドラマ化。
  - 10月 -  「第7回ニッポン新事業創出大賞」アントレプレナー部門にて最優秀賞を受賞。

- 2013年
  - 1月 - 株式会社レーヴックを吸収合併。
  - 10月 - 『ゲート』（柳内たくみ）のシリーズ販売部数累計が100万部を突破。

- 2014年
  - 2月 - 甘く危険なラブロマンスレーベル「ノーチェブックス」を創刊。
  - 4月 - Webサイト「アルファポリス」にて、漫画作品の投稿・公開機能をリリース[6]。
  - 10月 - 東証マザーズに上場。
  - 10月 - Webサイト「アルファポリス」にて、小説作品の投稿・公開機能をリリース。
  - 12月 - 事務所を渋谷区恵比寿ガーデンプレイスに移転。

- 2015年
  - 1月 - 投稿作品の人気度に応じて作家に報酬を支払う「投稿インセンティブ」サービスを開始。
  - 4月 - 投稿作品閲覧用のスマートフォン向けアプリ（iOS版）をリリース[7]。オンラインゲームの提供サービスを開始[8]。
  - 5月 - 自社開発によるゲーム事業を開始。経済産業省及び東京証券取引所による「攻めのIT経営銘柄」に選定。
  - 6月 - 『ゲート』（柳内たくみ）のシリーズ販売部数累計が200万部を突破（240万部）。
  - 7月 - 『ゲート』（柳内たくみ）がTOKYO MXほかにてTVアニメ放送開始。
  - 7月 - 漫画レーベル「レジーナコミックス」創刊。
  - 10月 - 『ゲート』（柳内たくみ）のシリーズ販売部数累計が300万部を突破（310万部）。

- 2016年
  - 4月 - Webサイト「アルファポリス」にて課金サービスを開始。

- 2017年
  - 2月 - スマートフォン向けアプリ「アルファポリス 小説・漫画を読もう！」（iOS/Android）の「公式漫画」カテゴリにおいてレンタル機能の提供を開始[9]。
  - 3月 - スマートフォン向けアプリ「アルファポリス 小説・漫画を読もう！」（iOS/Android）の「小説」カテゴリにおいてレンタル機能の提供を開始[10]。
  - 6月 - Webサイト（PC/スマホブラウザ版）「アルファポリス」にて小説・漫画のレンタルサービスを開始[11]。
  - 10月 - 東宝株式会社と業務提携[12]。
  - 12月 - 絵本投稿サイト「絵本ひろば」の提供を開始[13]。
  - 12月 - 株式会社キューマックスとの共同出資により株式会社アルファゲームスを設立。

- 2018年
  - 1月 - ゲーム事業を関連会社である株式会社アルファゲームスへ事業譲渡[14]。
  - 4月 - 『居酒屋ぼったくり』（秋川滝美）がBS12にてTVドラマ化。

- 2019年
  - 5月 - 設立からの新刊書籍発行点数累計が3,000点を突破。
  - 8月 - 絵本投稿サイト「絵本ひろば」のスマートフォン向けアプリをリリース。

- 2020年
  - 2月 - ブログ・メールマガジンの新規登録サービスが終了。
  - 10月 - 「エタニティブックス」12作品がTOKYO MXにてTVアニメ放送開始[15]。

- 2021年
  - 3月 - BLレーベル「&arche（アンダルシュ）」を創刊[16]。
  - 5月 - BL小説レーベル「アンダルシュノベルズ」創刊。
  - 7月 - テレビCMを全国90局以上で放映[17]。
  - 7月 - 『月が導く異世界道中』（あずみ圭）がTOKYO MXほかにてTVアニメ放送開始。
  - 7月 -　海外向けの漫画アプリ『Alpha Manga（アルファマンガ）』をリリース[18]。
  - 8月 -『ゲート』（柳内たくみ）のシリーズ販売部数累計が600万部を突破。[19]。

- 2022年
  - 3月 - BL漫画レーベル「アンダルシュコミックス」創刊[20]。
  - 4月 - 東京証券取引所の市場区分の見直しにより、東京証券取引所のマザーズからグロース市場に移行。
  - 8月 - 児童向け小説レーベル「アルファポリスきずな文庫」を創刊[21]。
  - 8月 - 女性向け漫画レーベル「α nornコミックス（アルファノルンCOMICS）」を創刊[22]。

- 2023年
  - 1月 - アルファポリスアプリにて読者が作者を応援できる機能「エール」をリリース[23]。
  - 3月 - 設立からの新刊書籍発行点数累計が5,000点を突破。
  - 7月 - PCブラウザゲームのチャネリングサービスを終了。
  - 10月 - 『とあるおっさんのVRMMO活動記』（椎名ほわほわ）がTOKYO MXほかにてTVアニメ放送開始。

- 2024年
  - 1月 - 『月が導く異世界道中』（あずみ圭）のテレビアニメ第2期が『月が導く異世界道中 第二幕』としてTOKYO MXほかで放送開始[24]。
  - 4月 - 『THE NEW GATE』（風波しのぎ）のテレビアニメがTOKYO MXほかで放送開始[25]。
  - 4月 - 『Re:Monster』（金斬児狐）のテレビアニメがTOKYO MX、BS11ほかにて放送開始。
  - 7月 - 『異世界ゆるり紀行 〜子育てしながら冒険者します〜』（水無月静琉）のテレビアニメがテレ東・ＢＳテレ東ほかにて放送開始。
  - 10月 - 『さようなら竜生、こんにちは人生』（永島ひろあき）のテレビアニメがTBSテレビほかにて放送開始。
  - 11月 - おすすめの小説をAIが回答する「小説検索AIアシスタントβ」をリリース[26]。
- 2025年
  - 1月 - 『いずれ最強の錬金術師?』（小狐丸）のテレビアニメがTOKYO MXほかにて放送開始。
  - 4月 - 『勘違いの工房主〜英雄パーティの元雑用係が、実は戦闘以外がSSSランクだったというよくある話〜』（時野洋輔）のテレビアニメがTOKYO MXほかにて放送開始。
  - 5月 - 『小説AI校正』のクローズドβテストを開始[27]。
  - 7月 - 『強くてニューサーガ』（阿部正行）のテレビアニメが朝日放送テレビほかにて放送開始。
  - 7月 - アニメ制作会社・WHITE FOXの全株式を取得し、完全子会社化[28]。

## 著作権に関して
アルファポリスでは原則として投稿可能な作品は一次創作に限定している（投稿に関してのガイドラインは公式サイトを参照）。特に二次創作については営利・非営利を問わず一切禁止を規約に挙げており、二次創作作品に対しては「第三者の知的財産権（特許権、実用新案権、意匠権、商標権、著作権など）を侵害する行為」として、「発見次第、断固たる措置をとる」と明言している。なお、二次創作はアルファポリス出版作品だけでなく、他社から出版されている作品やゲーム作品を含んだ全てを対象としている。

## 書籍レーベル

### 単行本
- アルファポリス
- エタニティブックス
- レジーナブックス
- ノーチェブックス
- &arche NOVELS
- アルファポリスきずな文庫

### 文庫
- アルファポリス文庫 - 主に同社発行単行本の文庫化。
- アルファライト文庫 - 同社発行単行本の内、ライトノベル作品の文庫化。
- エタニティ文庫 - エタニティブックス発行単行本の文庫化。
- レジーナ文庫 - レジーナブックス発行単行本の文庫化。
- ノーチェ文庫 - ノーチェブックス発行単行本の文庫化。

### 漫画
- アルファポリスコミックス
- エタニティコミックス
- レジーナコミックス
- &arche COMICS
- α norn COMICS

## アルファポリス電網浮遊都市
アルファポリスホームページ上での主なサービスについて。

### 小説
オンライン小説を直接投稿できるほか、他の小説投稿サイトに投稿された作品を登録、閲覧することができる。
書籍化した作品は各巻冒頭部と未書籍化分以外は有料となっている。また、アルファポリス以外の小説投稿サイトに書籍化された部分の投稿があった場合、削除される。

### 漫画
アルファポリスが提供する「公式Web漫画」とユーザーの投稿による「投稿Web漫画」がある。
作品が単行本化した際には冒頭3話ほど以外の単行本化した話数は有料となっている。

### Webコンテンツ大賞
2008年から開催されている同社主催の文学賞。毎月異なるジャンルが対象となり、小説以外にも漫画やエッセイ、ブログなどを対象とする回もある。アルファポリス編集部に選出される「大賞」と読者の投票やアクセス数によるポイントを集計して選出される「読者賞」がある。

### オンラインゲーム
特筆がない限り自社製。各アルファベット、五十音順に記載。

#### PCブラウザゲーム
- SEVENTH DARK（X-LEGEND ENTERTAINMENT JAPAN製。2019年4月26日にX-LEGEND GAMESとのチャネリングサービス終了。X-LEGEND IDへの引き継ぎ可能だった）
- アルフヘイムの魔物使い（アピリッツ製。2020年7月14日にサービス終了）
- かくりよの門（アピリッツ製。2020年4月27日にサービス終了）
- 幻想神域-Cross to Fate SRVENTH DARK（X-LEGEND ENTERTAINMENT JAPAN製。2019年4月26日にX-LEGEND GAMESとのチャネリングサービス終了。X-LEGEND IDへの引き継ぎ可能だった）
- 少女とドラゴン-幻獣契約クリプトラクト-（ライオンズフィルム製。2023年7月31日にチャネリングサービス終了）
- 星界神話-ASTRAL TALE-（X-LEGEND ENTERTAINMENT JAPAN製。2019年4月26日にX-LEGEND GAMESとのチャネリングサービス終了。X-LEGEND IDへの引き継ぎ可能だった）
- 月が導く異世界道中（2018年3月19日にサービス終了）
- ハンターヒーロー -HUNTER HERO-（X-LEGEND ENTERTAINMENT JAPAN製。2019年4月26日にX-LEGEND GAMESとのチャネリングサービス終了。X-LEGEND IDへの引き継ぎ可能だった）
- りっく☆じあ〜す（ズー製。2023年7月31日にチャネリングサービス終了）
- ワールドエンドファンタジー（第七大道・BRAEVE製。後にモバイル版もリリース。2023年7月31日にチャネリングサービス終了）
- ワンモア・フリーライフ・オンライン〜とあるおっさんのVRMMO活動記〜（2020年12月10日にサービス終了）

#### スマホアプリ
- B少タップ!〜Bグループの少年激闘編〜（2022年7月29日にサービス終了）
- GATE ブレイブ スクランブル（バンダイナムコエンターテインメント製。2016年9月29日にサービス終了）
- Re:Monster〜ゴブリン転生記〜（PC版もある。2021年9月9日にサービス終了）
- THE NEW GATE（途中からアルファゲームス製。2021年1月27日にサービス終了）
- 異世界でカフェを開店しました。（2018年6月29日にサービス終了）
- 木登り勇者とセーラー戦士〜俺と蛙さんの異世界放浪記〜（2022年7月29日にサービス終了）
- きゅんPON!〜無料でイケメンボイス&スチルGET!〜（2022年7月29日にサービス終了）
- 虚構少女-E.G.O-（アルファゲームス製。2019年8月19日にサービス終了）
- ミミ恋〜イケメンが耳元で恋を囁くアプリ〜（2022年7月29日にサービス終了）